# 틴두프주

틴두프주

틴두프주(아랍어: ولاية تندوف)는 알제리 서부에 위치한 주로, 주도는 틴두프이며 면적은 159,000km2, 인구는 58,193명(2008년 기준)이다. 지리적으로는 모로코와 서사하라, 모리타니와 인접해 있고 말리와 가까운 편이다. 토지는 척박하지만 풍부한 지하자원이 매장되어 있다. 서사하라 난민수용소가 있다.

## 같이 보기
- 사하라 난민 캠프